# Francusko kolonijalno carstvo
Francuska kolonijalna imperija odnosi se na razne oblike kolonijalnih poseda od početka 17. veka pa sve do 1960-ih godina. U 19. i 20. veku francuska kolonijalna imperija je bila druga po veličini u svetu, iza Britanske imperije. Na svom vrhuncu, između dva svetska rata (1534. i 1980) francusko se kolonijalno carstvo prostiralo na preko 24.000.000 km² površine, što je zajedno sa evropskom Francuskom činilo oko 17,7% svetske teritorije. Glavni cilj bila civilizaciona misija, širenje francuske kulture, jezika i religije, a to se pokazalo uspešnim.
Danas se ostaci tog kolonijalnog carstva nalaze na desetinama hiljada ostrva i arhipelaga u severnom Atlantiku, na Karibima, Indijskom okeanu, severnom i južnom Tihom okeanu, Antarktičkom okeanu i Južnoj Americi. Ukupna površina tih područja je 123.150 km² što čini samo 1% poseda koje je Francuska imala pre početka Drugog svetskog rata. Na tim područjima trenutno živi oko 2.485.000 stanovnika.

## Počeci kolonijalizma
Rana putovanja Đovanija Veracana i Žaka Kartjea početkom 16. veka bila su preteča francuske kolonijalne ekspanzije. Špansko štićenje svojih kolonija u Americi i borbe između katolika i hugenota u Francuskoj onemogućili su bilo kakvo uspostavljanje francuskih kolonija u to vreme. Pokušaji uspostavljanja kolonija u Brazilu (1555. Rio de Žaneiro i 1612. Sent Luis) i na Floridi bili su neuspešni zbog toga što su Španija i Portugalija štitili svoj monopol na tim područjima.
Prava istorija francuskog kolonijalizma počinje 27. 7. 1605. osnivanjem Port Rojala u koloniji Akadija u Severnoj Americi (današnja Nova Škotska u Kanadi). Tri godine kasnije, 1608, Samjuel de Šamplen osniva Kvebek koji će postati središtem ogromne kolonije zvane Nova Francuska (današnja Kanada).
Iako su, uz pomoć saveza sa raznim domorodačkim plemenima, Francuzi uspeli da steknu slabu vlast nad velikim delom Severne Amerike, njihova vlast je uglavnom bila ograničena na dolinu reke Sen Loren. Sve do 1663. (do dolaska Žana Talona) francuske su se kolonije razvijale kao merkantilističke kolonije. Tek se njegovim dolaskom počinju razvijati kolonije slične britanskim. U Francuskoj nije bilo velikog interesa za kolonijalizam budući da je glavni cilj bila dominacija u Evropi. Tako je Nova Francuska bila daleko iza britanskih kolonija i po stanovništvu i po ekonomskom razvitku. Kolonija Akadija predana je Britancima 1713. mirom u Utrehtu (kraj Rata za špansko nasleđe).
Francuska teritorija u Severnoj Americi se dodatno proširila 1699. godine osnivanjem Luizijane. Kako se francusko carstvo u Severnoj Americi širio, Francuzi su počeli da stvaraju manje, ali mnogo profitabilnije kolonijalno carstvo na Karibima. Kolonizacija područja današnje Francuske Gvajane počela je 1624. godine, a 1627. osnovana je kolonija na ostrvu Sent Kits. Godine 1635. osnovane su kolonije u Gvadelupu i Martiniku, a 1650. na ostrvu Sveta Lucija. Plantaže hrane na tim kolonijama izgrađene su i održavane uz pomoć afričkih robova. Najvažnija kolonija na Karibima nastala je 1664. (Santo Domingo - današnji Haiti). Santo Domingo je u 18. veku postao kolonija koja je bila najbogatija šećerom na Karibima.
Francusko kolonijalno širenje nije bilo ograničeno samo na Novi svet. Kolonije u Senegalu u zapadnoj Africi nastale su 1624. godine. Takođe, Francuska je imala kolonije i u Aziji, pogotovo Indiji (Čandanagar 1673, Pudušeri 1674, Janam 1723. i Karikal 1739). Kolonije su isto tako osnivane u Indijskom okeanu (Reunion 1664, Mauricijus 1718. i Sejšeli 1756).

## Kolonijalni sukob s Velikom Britanijom (1744. – 1815)
Sredinom 18. veka počela je serija kolonijalnih sukoba između Francuske i Velike Britanije. Ti ratovi su bili: Rat za austrijsko nasleđe (1744. – 1748), Sedmogodišnji rat (1756. – 1763), Američka revolucija (1778. – 1783), Francuska revolucija (1793. – 1802) i Napoleonski ratovi (1803. – 1815). Rezultat tih ratova bilo je uništenje većine poseda Prvog francuskog kolonijalnog carstva. Francuska je zadržala samo Gvadelup i Martinik na Karibima, Francusku Gvajanu na obali Južne Amerike, kolonije u Senegalu, Reunion u Indijskom okeanu i male posede u Indiji.

## Drugo francusko kolonijalno carstvo
Stvaranje druge francuske kolonijalne imperije počelo je 1830. godine, francuskom invazijom na Alžir, koji je u sledećih 17 godina osvojen. Za vreme Napoleona III pokušano je uvođenje protektorata u Meksiku, ali su Francuzi nakon Američkog građanskog rata bili prisiljeni da napuste to područje. Napoleon III je takođe uspostavio francusku kontrolu nad Kohinhinom (najjužnijim delom današnjeg Vijetnama) kao i protektorat nad Kambodžom. Tek nakon Francusko-pruskog rata (1870. – 1871) Francuska je stekla većinu svojih novih kolonija. Iz Kohinhine 1884. i 1885. su krenuli u osvajanje Tonkina i Anama (u današnjem Vijetnamu). Ta dva nova područja su zajedno sa Kambodžom i Kohinhinom činili Francusku Indokinu (kojoj je Laos dodat 1887, a Guangdžouvan 1900). Francuska je 1849. stvorila koloniju u Šangaju koja je trajala sve do 1946. Francuzi su takođe širili svoj uticaj i u severnoj Africi. Tako su 1881. uspostavili protektorat nad Tunisom. Postupno je francuska kontrola uspostavljena u većini zemalja severne, zapadne i središnje Afrike (današnjoj Mauritaniji, Senegalu, Gvineji, Maliju, Obali Slonovače, Beninu, Nigeru, Čadu i Kongu). Maroko je potpao pod francuski protektorat 1911.
Francuzi su svoja poslednja kolonijalna osvajanja imali nakon prvog svetskog rata, kada su osvojili teritorije bivšeg Turskog carstva (današnja Sirija i Liban) kao i bivše nemačke kolonije Togo i Kamerun.

## Propast carstva
Francuski kolonijalni imperijalizam počeo je da propada tokom drugog svetskog rata, kada su razni delovi njihove imperijalne teritorije okupirani od strane drugih sila (Japan u Indokini, Britanija u Siriji i Libanu, SAD i Britanija u Maroku i Alžiru i Nemačka u Tunisu). Iako su im te kolonije 1945. vraćene Francuzi su bili suočeni sa pobunom protiv njihove vlasti u Indokini. Pobuna je završila 1954. francuskim porazom i povlačenjem. Odmah nakon tog poraza izbila je pobuna i u Alžiru. Dolazak na vlast Šarl de Gola 1958. doveo je do samostalnosti Alžira 1962. godine. Većina ostalih francuskih kolonija u Africi je 1960. dobila samostalnost nakon lokalnih referenduma. Neke su se države izjasnile da žele i dalje da budu pod francuskom vlašću.
Nakon dobijanja samostalnosti, neke francuske bivše kolonije su nastavile da učestvuju u Francuskoj uniji i kasnije u Francuskoj zajednici zadržavajući kulturne, političke i ekonomske veze sa svojim bivšim kolonizatorima.

## Francuski zločini nad domorocima kolonija
Francuzi su 1832. godine opljačkali riznicu alžirskoga deja (osmanlijskog upravljača Alžira pre francuske okupacije 1830) našavši čak 15.550 funti zlata od kojeg je najveći deo dovezen preko Sahare i 220.000 funte srebra. Prosečni je Alžirac 1870-ih imao pet kvintala žita godišnje, 1900. četiri, a 1940-ih malo više od dva. Na to je uveliko uticao prirast populacije, ali i eksproprijacija žitorodnih polja u primorju na kojima su Francuzi sadili vinograde. Godine 1830. samo je 4.000 jutara bilo pod vinogradima, a 1950-ih preko 750.000. Sa ekonomskim slabljenjem išlo je i uskraćivanje političkih prava. Politika kulturnog potčinjavanja išla je toliko daleko da arapski, koji govori većina Alžiraca, nije bio dopušten kao službeni jezik u obrazovnim ustanovama, niti su ga deca mogla učiti u školama. Domaća proizvodnja neprestano je nazadovala zbog monopola Evropljana. Ibn Haldun je procenio da je alžirsko tkalačko središte u Tlemsenu u 14. veku imalo oko 4.000 ručnih razboja. Sredinom 19. veka, nakon francuske okupacije, bilo ih je samo 500, a 1954. godine u Tlemsenu moglo se nabrojiti tačno 105 razboja.

## Literatura
- Hutton, Patrick H. (ур.). Historical Dictionary of the Third French Republic, 1870–1940.. (2 vol 1986)
- Northcutt, Wayne, ур. (1992). Historical Dictionary of the French Fourth and Fifth Republics, 1946- 1991.

### Politike i kolonije
- Aldrich, Robert (1996). Greater France: A History of French Overseas Expansion. St. Martin's Press. ISBN 978-0-312-15999-3.
- Aldrich, Robert (1989). The French Presence in the South Pacific, 1842–1940..
- Anderson, Fred. Crucible of War: The Seven Years' War and the Fate of Empire in British North America, 1754–1766 (2001), covers New France in Canada
- Baumgart, Winfried (1982). Imperialism: The Idea and Reality of British and French Colonial Expansion, 1880–1914.
- Betts, Raymond (1978). Tricouleur: The French Overseas Empire. ISBN 978-0-86033-060-8.. 174pp
- Betts, Raymond (2005). Assimilation and Association in French Colonial Theory, 1890–1914. U of Nebraska Press. ISBN 0803262477.. excerpt and text search
- Burrows, Mathew (1986). „'Mission civilisatrice': French Cultural Policy in the Middle East, 1860–1914”. The Historical Journal. 29 (1): 109—135. doi:10.1017/S0018246X00018641..
- Chafer, Tony (2002). The End of Empire in French West Africa: France's Successful Decolonization?. Berg. ISBN 978-1-85973-557-2.
- Clayton, Anthony (1995). The Wars of French Decolonization.
- Conklin, Alice L (1997). A Mission to Civilize: The Republican Idea of Empire in France and West Africa, 1895-1930..
- Evans, Martin. Martin S. Alexander, ed.,, ур. (1999). „From colonialism to post-colonialism: the French empire since Napoleon.”. French History since Napoleon. стр. s391-415.
- Jennings, Eric T (2010). Imperial Heights: Dalat and the Making and Undoing of French Indochina..
- Lawrence, Adria (2013). Imperial rule and the politics of nationalism: anti-colonial protest in the French empire. Cambridge UP..
- Newbury, C. W.; Kanya-Forstner, A. S. (1969). „French Policy and the Origins of the Scramble for West Africa”. The Journal of African History. 10 (2): 253—276. JSTOR 179514. doi:10.1017/S0021853700009518..
- Klein, Martin A (1998). Slavery and colonial rule in French West Africa. Cambridge University Press. ISBN 978-0-521-59324-3.
- Manning, Patrick (1998). Francophone Sub-Saharan Africa 1880-1995. Cambridge UP.
- Neres, Philip (1962). French-speaking West Africa: From Colonial Status to Independence..
- Priestley, Herbert Ingram (1938). France overseas: a study of modern imperialism.. 464pp.
- Quinn, Frederick (2000). The French Overseas Empire..
- Pakenham, Thomas (1991). The Scramble for Africa, 1876–1912. New York: Random House. ISBN 978-0-394-51576-2..
- Petringa, Maria (2006). Brazza, A Life for Africa. Bloomington, IN: AuthorHouse. ISBN 978-1-4259-1198-0..
- Priestley, Herbert Ingram (1938). France overseas;: A study of modern imperialism.. 463pp; encyclopedic coverage as of late 1930s
- Roberts, Stephen H. History of French Colonial Policy (1870—1925).. (2 vol 1929) vol 1 online also vol 2 online; Comprehensive scholarly history
- Segalla, Spencer (2009). The Moroccan Soul: French Education, Colonial Ethnology, and Muslim Resistance, 1912–1956. Lincoln: Nebraska UP. ISBN 978-0-8032-1778-2..
- Strother, Christian (2016). „Waging War on Mosquitoes: Scientific Research and the Formation of Mosquito Brigades in French West Africa, 1899–1920”. Journal of the History of Medicine and Allied Sciences. 71 (4): 447—468. PMID 26936929. doi:10.1093/jhmas/jrw005.: jrw005.
- Thomas, Martin (2007). The French Empire Between the Wars: Imperialism, Politics and Society.. covers 1919–1939
- Thompson, Virginia, and Richard Adloff (1958). French West Africa. Stanford UP..
- Wellington, Donald C (2006). French East India companies: A historical account and record of trade. Hamilton Books.
- Wesseling, H.L. and Arnold J. Pomerans (1996). Divide and rule: The partition of Africa, 1880–1914. Praeger..
- Wesseling, H.L. The European Colonial Empires: 1815-1919.. (Routledge, 2015).

### Dekolonizacija
- Betts, Raymond F. (1998). Decolonization (2nd изд.).. 2004)
- Betts, Raymond F (1991). France and Decolonisation, 1900-1960. ISBN 978-0-312-06050-3.
- Chafer, Tony. The end of empire in French West Africa: France's successful decolonization (Bloomsbury Publishing, 2002).
- Chamberlain, Muriel E., ур. (1998). Longman Companion to European Decolonisation in the Twentieth Century.. (Routledge, 2014)
- Clayton, Anthony (2014). The wars of French decolonization. Routledge..
- Cooper, Frederick (2014). „French Africa, 1947–48: Reform, Violence, and Uncertainty in a Colonial Situation”. Critical Inquiry. 40 (4): 466—478. doi:10.1086/676416.
- Ikeda, Ryo (2015). The Imperialism of French Decolonisation: French Policy and the Anglo-American Response in Tunisia and Morocco. Palgrave Macmillan.
- Jansen, Jan C. & Jürgen Osterhammel. Decolonization: A Short History (princeton UP, 2017). online
- Jones, Max;  . (2014). „Decolonising imperial heroes: Britain and France.”. Journal of Imperial and Commonwealth History. 42 (5): 787—825. doi:10.1080/03086534.2014.959715..
- Lawrence, Adria K (2013). Imperial Rule and the Politics of Nationalism: Anti-Colonial Protest in the French Empire. Cambridge UP.. online reviews
- McDougall, James (децембар 2017). „The Impossible Republic: The Reconquest of Algeria and the Decolonization of France, 1945–1962”. The Journal of Modern History. 89 (4): 772—811. doi:10.1086/694427.
- Rothermund, Dietmar (2015). Memories of Post-Imperial Nations: The Aftermath of Decolonization, 1945-2013.. excerpt; Compares the impact on Great Britain, the Netherlands, Belgium, France, Portugal, Italy and Japan
- Rothermund, Dietmar (2006). The Routledge companion to decolonization. Routledge.. comprehensive global coverage; 365pp
- Shepard, Todd (2006). The Invention of Decolonization: The Algerian War and the Remaking of France. Cornell University Press. ISBN 978-0-8014-4360-2.
- Simpson, Alfred William Brian (2004). Human Rights and the End of Empire: Britain and the Genesis of the European Convention. Oxford University Press..
- Smith, Tony (1978). „A comparative study of French and British decolonization.” (PDF). Comparative Studies in Society and History. 20 (1): 70—102. doi:10.1017/S0010417500008835. Архивирано из оригинала (PDF) 14. 06. 2015. г. Приступљено 08. 01. 2019.
- Smith, Tony (1974). „The French Colonial Consensus and People's War, 1946-58”. Journal of Contemporary History. 9 (4): 217—247. JSTOR 260298. doi:10.1177/002200947400900410.
- Thomas, Martin, Bob Moore, and Lawrence J. Butler. Crises of Empire: Decolonization and Europe's imperial states (Bloomsbury Publishing, 2015)
- Von Albertini, Rudolf (1971). Decolonization: the Administration and Future of the Colonies, 1919-1960. Doubleday. стр. 265—469.. scholarly analysis of French policies,..

### Uticaj na Francusku
- Andrew, Christopher M., and Alexander Sydney Kanya-Forstner (1978). „France, Africa, and the First World War.”. Journal of African History. 19 (1): 11—23. doi:10.1017/S0021853700015929..
- Andrew, C. M.; Kanya-Forstner, A. S. (1976). „French Business and the French Colonialists”. Historical Journal. 19 (4): 981—1000. doi:10.1017/S0018246X00010803.
- August, Thomas G (1985). The Selling of the Empire: British and French Imperialist Propaganda, 1890–1940. Bloomsbury Academic. ISBN 978-0-313-24722-4.
- Chafer, Tony, and Amanda Sackur (2002). Promoting the Colonial Idea: Propaganda and Visions of Empire in France..
- Confer, Vincent (1964). „French Colonial Ideas before 1789”. French Historical Studies. 3 (3): 338—359. JSTOR 285947. doi:10.2307/285947..
- Conkin, Alice L (1997). A Mission to Civilize: The Republican Idea of Empire in France and West Africa, 1895-1930..
- Dobie, Madeleine (2010). Trading Places: Colonization & Slavery in 18th-Century French Culture.
- Freundschuh, Aaron. (2017). The Courtesan and the Gigolo: The Murders in the Rue Montaigne and the Dark Side of Empire in Nineteenth-Century Paris. Stanford University Press. ISBN 978-1-5036-0082-9.. Stanford University Press.
- Martin, Guy (1985). „The Historical, Economic, and Political Bases of France's African Policy”. The Journal of Modern African Studies. 23 (2): 189—208. doi:10.1017/S0022278X00000148..
- Rosenblum, Mort (1986). Mission to Civilize: The French Way.. online review
- Rothermund, Dietmar (2015). Memories of Post-Imperial Nations: The Aftermath of Decolonization, 1945-2013.. excerpt; Compares the impact on Great Britain, the Netherlands, Belgium, France, Portugal, Italy and Japan
- Singer, Barnett, and John Langdon (2008). Cultured Force: Makers and Defenders of the French Colonial Empire.
- Thomas, Martin (ур.). The French Colonial Mind, Volume 1: Mental Maps of Empire and Colonial Encounters. France Overseas: Studies in Empire and D.. (2012); The French Colonial Mind, Volume 2: Violence, Military Encounters, and Colonialism (2012)

### Istoriografija
- Bennington, Alice (2016). „Writing Empire? The Reception of Post-Colonial Studies in France”. Historical Journal. 59 (4): 1157—1186. doi:10.1017/S0018246X16000054.. abstract
- Dubois, Laurent. "The French Atlantic," in Atlantic History: A Critical Appraisal, ed. by Jack P. Greene and Philip D. Morgan, (Oxford UP, 2009) pp. 137–61
- Dwyer, Philip (2008). „Remembering and Forgetting in Contemporary France: Napoleon, Slavery, and the French History Wars”. French Politics, Culture & Society. 26 (3): 110—122. doi:10.3167/fpcs.2008.260306..
- Emerson, Rupert (1969). „Colonialism”. Journal of Contemporary History. 4 (1): 3—16. doi:10.1177/002200946900400101..
- Greer, Allan (2010). „National, Transnational, and Hypernational Historiographies: New France Meets Early American History”. Canadian Historical Review. 91 (4): 695—724. doi:10.3138/chr.91.4.695.
- Hodson, Christopher, and Brett Rushforth (јануар 2010). „Absolutely Atlantic: Colonialism and the Early Modern French State in Recent Historiography”. History Compass. 8 (1): 101—117. doi:10.1111/j.1478-0542.2009.00635.x.
- Lawrence, Adria K (2013). Imperial Rule and the Politics of Nationalism: Anti-Colonial Protest in the French Empire. Cambridge UP.. online reviews